# Kanton Camarès
Kanton Camarès (francouzsky Canton de Camarès) je francouzský kanton v departementu Aveyron v regionu Midi-Pyrénées. Tvoří ho 10 obcí.

## Obce kantonu
- Arnac-sur-Dourdou
- Brusque
- Camarès
- Fayet
- Gissac
- Mélagues
- Montagnol
- Peux-et-Couffouleux
- Sylvanès
- Tauriac-de-Camarès